# Focke-Wulf Fw 190
Focke-Wulf Fw 190 Würger (Сорокопуд) — одномісний одномоторний поршневий винищувач-моноплан, створений німецькою компанією Focke-Wulf, що стояв на озброєнні Люфтваффе під час Другої світової війни. Один з найкращих винищувачів свого часу. Широко використовувався в ході Другої світової війни. Всього було виготовлено 19 999 літаків, з них 13 365 машин у варіанті винищувача і нічного винищувача і 6634 машин у варіанті винищувача-бомбардувальника.
Виробництво тривало з 1941 року і до самого закінчення війни, в ході якого літак неодноразово модернізувався.
Fw 190 зарекомендував себе справжньою «робочою конячкою» Люфтваффе (хоча радянські льотчики завжди наголошували, що з «мессерами» бої вести важче, ніж з FW 190, усвідомили це і самі німці — і на Східному фронті аж до кінця війни основним винищувачем залишався Bf.109) і успішно використовувався в різних амплуа, зокрема в ролі висотного перехоплювача (особливо Fw 190 D), ескортного винищувача, штурмовика, нічного винищувача.

## Історія створення

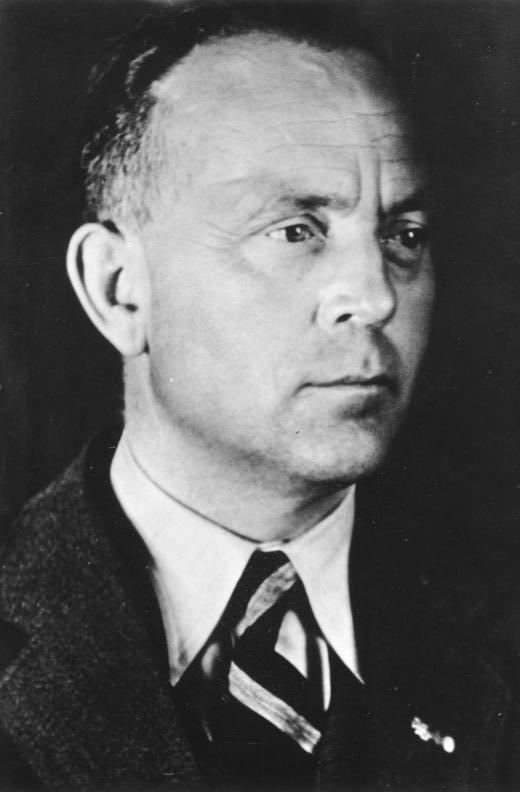
Курт Танк, березень 1941

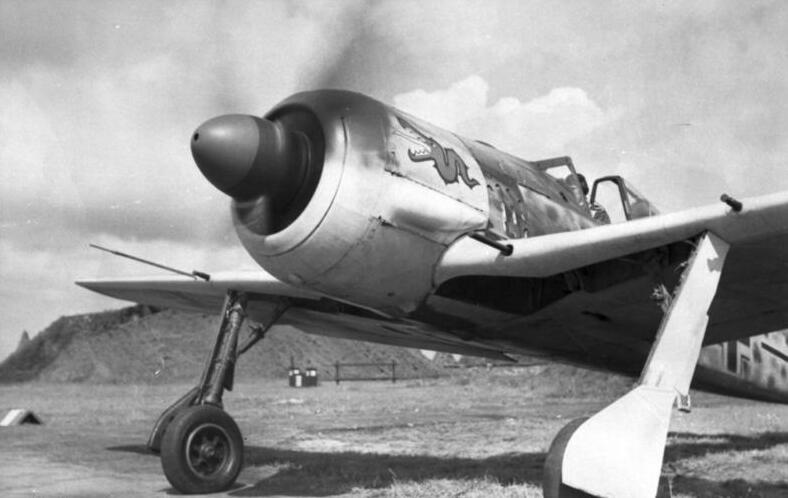
Fw 190 A-3 із зображенням міфічної тварини Tatzelwurm на капоті, емблемою II/JG 1

Восени 1937 року Імперське міністерство авіації замовило декільком компаніям розробку проекту нового винищувача, для використання спільно з Мессершміттом Bf 109. Останній чудово зарекомендував себе, однак вище керівництво Люфтваффе боялося, що новітні іноземні розробки можуть перевершити його, і хотіло мати сучасніший винищувач в запасі. Конструкторське бюро (КБ) «Фокке-Вульф Флюгцойгбау АГ», очолюване професором Куртом Танком, запропонувало кілька варіантів літака, в основному, з двигунами водяного охолодження.
Однак розробки не викликали інтересу у міністерстві до тих пір, поки не був запропонований проект з використанням 18-циліндрового двигуна BMW 139 повітряного охолодження з зіркоподібним розташуванням циліндрів. У той час серед європейських авіаконструкторів такі двигуни не користувалися популярністю, тому що вважалося, що їх велика площа поперечного перерізу створювала занадто великий аеродинамічний опір і обмежувала огляд пілотові, в порівнянні з рядними двигунами з рідинним охолодженням. Однак Танка це не збентежило. Замість того, щоб залишати циліндри двигуна відкритими, поліпшуючи охолодження і збільшуючи лобовий опір, КБ спроектувало носову частину з невеликим зазором між обтічником і циліндрами в поєднанні з тунельним коком пропелера.
До складу групи КБ, що розробили машину, входили: заступник Танка — Віллі Кютхер (координатор робіт); Рудольф Блазер — силова конструкція; Людвіг Міттельгубер — відповідальний по роботах у КБ; Ганс Зандер і Курт Мельгорн — виконували початкову випробувальну програму. Всього в групі було 12 чоловік.
Інтерес же до проекту пояснювався тим, що обидва німецьких виробники рядних авіаційних двигунів — заводи «Юнкерс» в Дессау і «Даймлер-Бенц» в Штутгарті не могли забезпечити виробництво нового літака. «Даймлер-Бенц» ледь справлявся з замовленнями на виготовлення двигунів для Bf 109 і Bf 110. «Юнкерс» ж забезпечував моторами власні Ju 87, Ju 88, а також Heinkel He 111.
Створений винищувач Fw 190A виявився гарним літаком, і було запропоновано створити на його базі штурмовик для заміни Hs 123 і Ju 87. В травні 1942 року на одному з перед-серійних літаків було встановлено підфюзеляжні бомбові підвіси. Варіант отримав позначення Fw 190A-0/U4 і успішно пройшов всі випробування. Тому розробку штурмового варіанту було продовжено — в новому літаку окрім бомбових підвісів було посилено бронювання, а для компенсації маси довелося зменшити курсове озброєння. Серійний варіант штурмовика отримав позначення Fw 190F. Також було створено іншу модифікацію для підтримки військ — винищувач бомбардувальник Fw 190G з збільшеним радіусом дії. Загалом за роки війни було виготовлено 6634 штурмові варіанти Fw 190.

## Модифікації

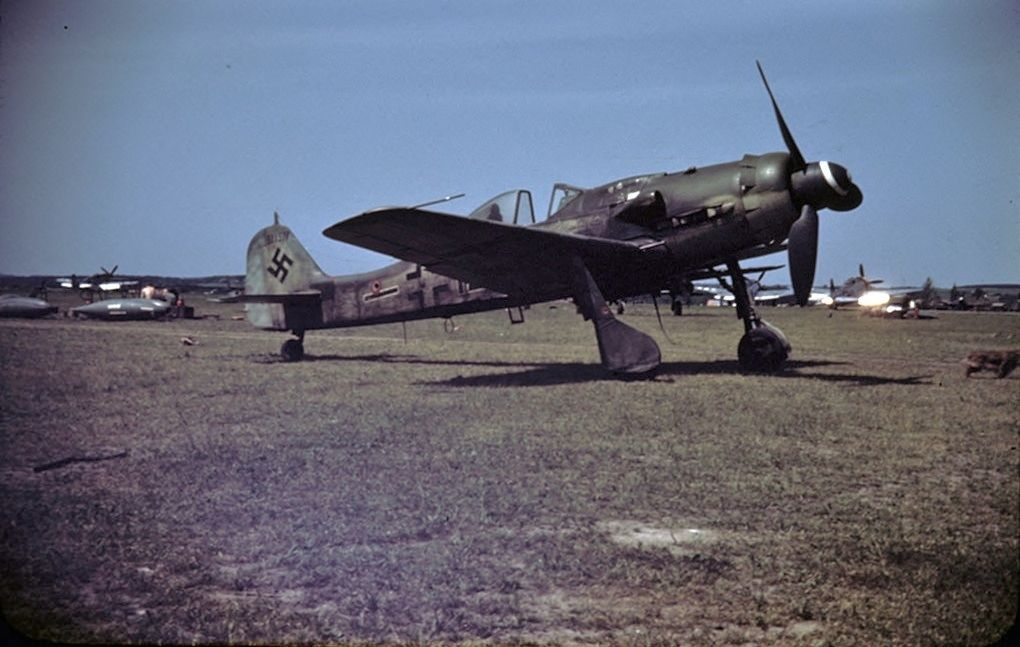
Fw 190D-9

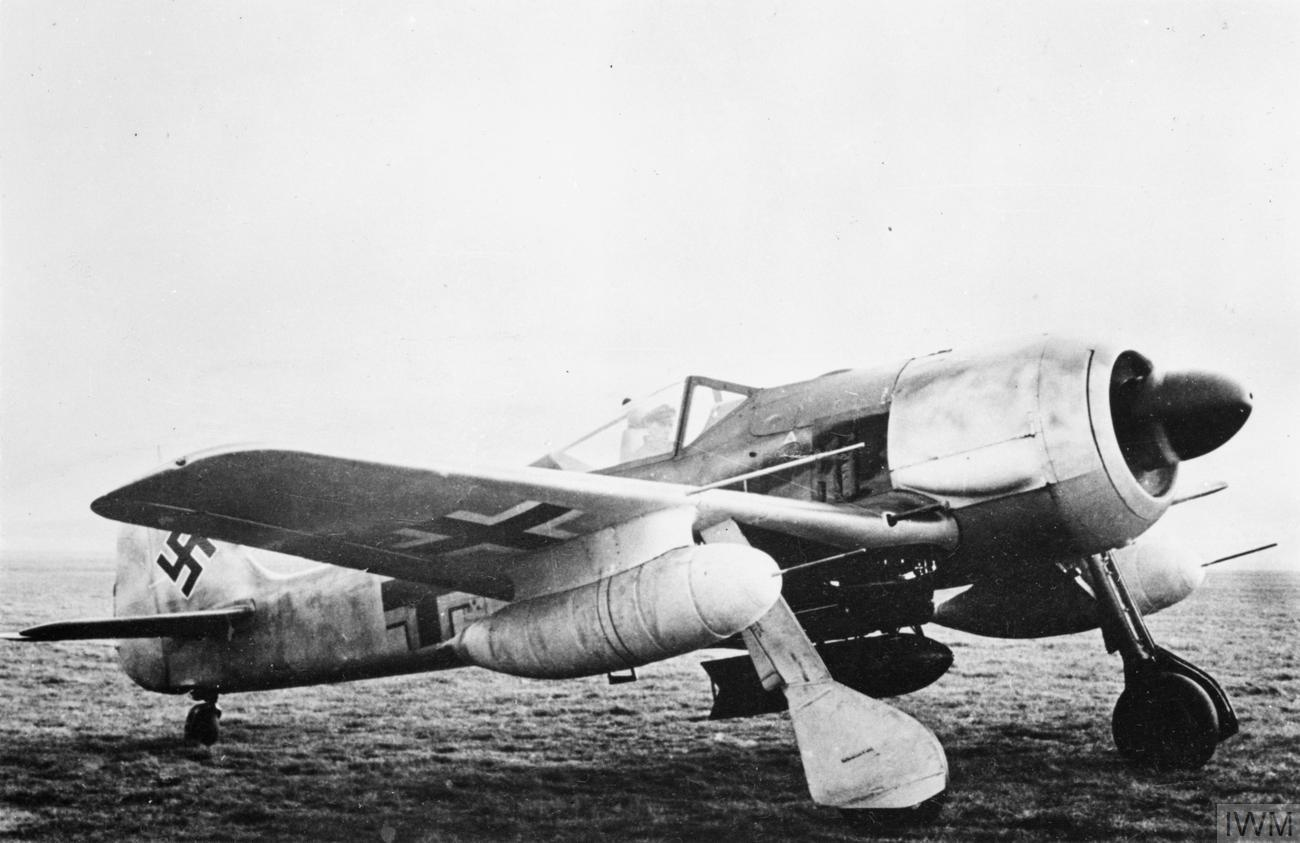
Fw 190G-1 з додатковими підвісними паливними баками та бомбою вагою 250 кг

- Прототипи:
  - Fw 190 V1 — V4 — перші чотири прототипи з двигуном BMW 139
  - Fw 190 V5 — прототип з двигуном BMW 801.
  - Fw 190 V12 — V18 — прототипи висотних перехоплювачів.
- Fw 190A — перший серійний винищувач з двигуном серії BMW 801
- Fw 190B — варіант перехоплювача з двигуном BMW 801. Серійно не вироблявся.
- Fw 190С — варіант перехоплювача з двигуном Daimler-Benz DB 603. Серійно не вироблявся.
- Fw 190D — серійний перехоплювач з двигуном Junkers Jumo 213
- Fw 190F — штурмова модифікація:
  - Fw 190F-1 — (спочатку позначався як Fw 190A-4/U4). Оснащувався двигуном BMW 801D-2 (18 екз.)
  - Fw 190F-2 — аналог Fw 190F-1 на базі Fw 190A-5. (270 екз.)
  - Fw 190F-3 — додані підвіси під крилами. (432 екз.)
  - Fw 190F-8 — штурмовик на базі Fw 190A-8. (3394 екз.)
    - Fw 190F-8/Pb1 — могли оснащуватись протитанковими некерованими ракетами P4M (115 екз.)
    - Fw 190F-8/U1 — під крилами могли нести додаткові паливні баки, або 250 кг бомби
    - Fw 190F-8/U2 — оснащувався бомбовим прицілом для використання бомб торпед BT 400 і BT 700
    - Fw 190F-8/U4 — оснащувався двигуном BMW 801TS і важкою торпедою BT 1400
    - Fw 190F-8/U5 — спрощена модифікація Fw 190F-8/U2

  - Fw 190F-9 — штурмовик на базі Fw 190A-9. Оснащувався двигуном BMW 801TS.
- Fw 190G — варіант винищувача-бомбардувальника далекого радіуса дії з можливістю використання підвісних паливних баків:
  - Fw 190G-1 — (спочатку позначався як Fw 190A-4/U8). Оснащувався двигуном BMW 801D-2 (50 екз.)
  - Fw 190G-2 — аналог Fw 190G-1 на базі Fw 190A-5. (626 екз.)
  - Fw 190G-3 — аналог Fw 190G-1 на базі Fw 190A-6. Могли нести 250 кг бомби замість додаткових паливних баків. (550 екз.)
    - Fw 190G-3/R1 — оснащувався підвісними контейнерами з гарматами MG 151/20

  - Fw 190G-4 — аналог Fw 190G-3 на базі Fw 190A-8. (146 екз.)

## Тактико-технічні характеристики

### Технічні характеристики

|                         | Fw 190F-3  | Fw 190F-8  | Fw 190G-1  | Fw 190G-8  |
| ----------------------- | ---------- | ---------- | ---------- | ---------- |
| Довжина                 | 8,95 м     | 8,95 м     | 8,95 м     | 8,95 м     |
| Висота                  | 3,95 м     | 3,95 м     | 3,95 м     | 3,95 м     |
| Розмах крил             | 10,50 м    | 10,50 м    | 10,48 м    | 10,50 м    |
| Площа крил              | 18,30 м²   | 18,30 м²   | 18,30 м²   | 18,30 м²   |
| Маса пустого            | 3326 кг    | 3250 кг    | 3220 кг    | 3340 кг    |
| Маса спорядженого       | 4400 кг    | 4450 кг    | 4460 кг    | 4650 кг    |
| Максимальна злітна маса | 4925 кг    | 4980 кг    | 4900 кг    | 5200 кг    |
| Двигун                  | BMW 801D-1 | BMW 801D-1 | BMW 801D-1 | BMW 801D-1 |
| Потужність              | 1730 к. с. | 1730 к. с. | 1730 к. с. | 1730 к. с. |
| Максимальна швидкість   | 638 км/год | 625 км/год | 595 км/год | 605 км/год |
| Операційний радіус      | 745 км     | 750 км     | -          | -          |
| Практична стеля         | 10 000 м   | 8200 м     | 7300 м     | 7400 м     |
| Швидкопідйомність       | 10,7 м/c   | 12,6 м/c   | 11,8 м/c   | 11,6 м/c   |

### Озброєння

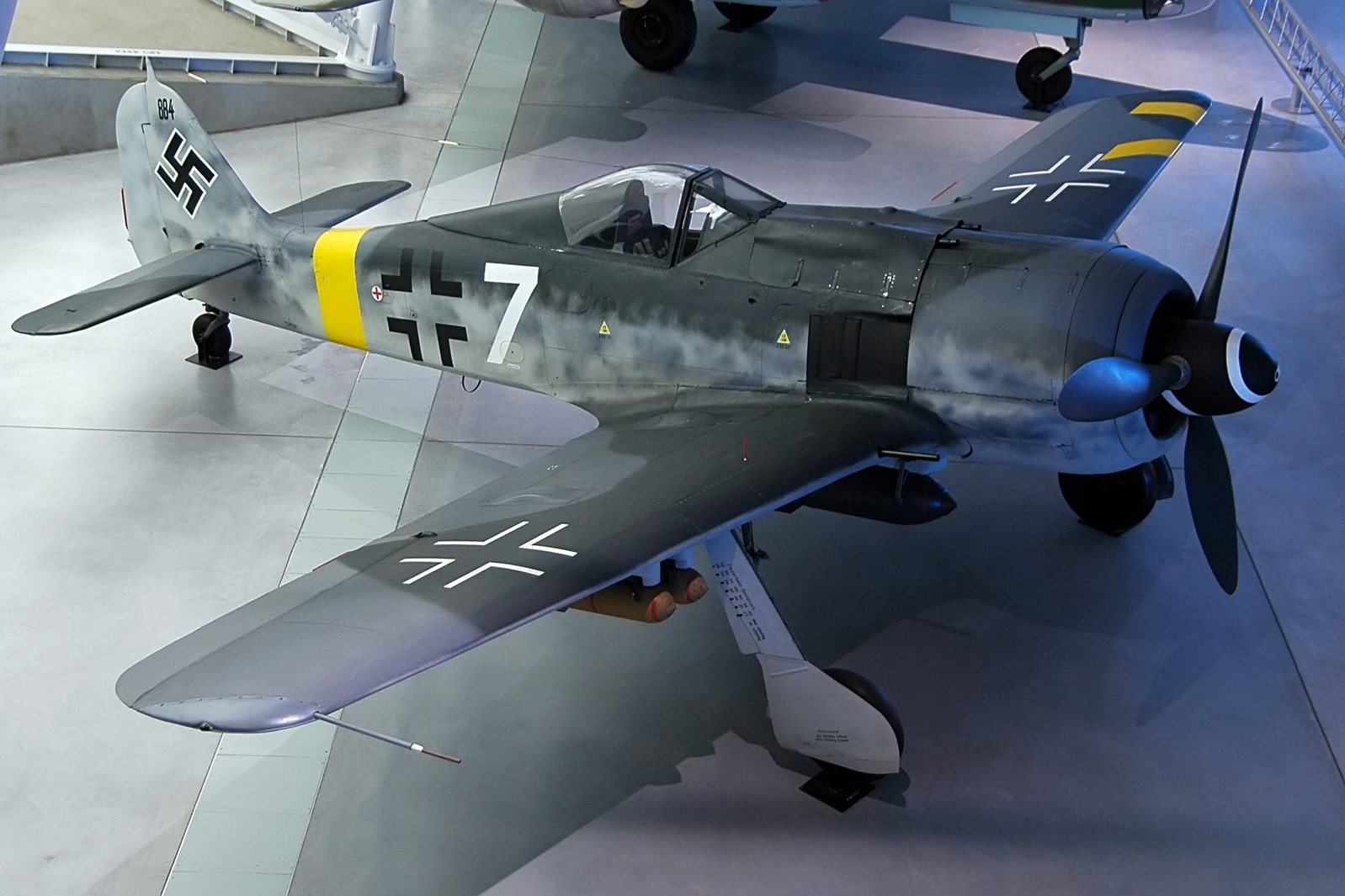
Реставрований Fw 190F-8 з максимальним бомбовим навантаженням

- Fw 190F-1, Fw 190F-2:
  - стрілецьке: 2 × 20 мм гармати MG 151/20 і 2 × 7,92 мм кулемети MG 17
  - бомбове (під фюзеляжем): 1 ×500 кг бомба або 1 × 250 кг бомба або 4 × 50 кг бомб
- Fw 190F-3:
  - стрілецьке: 2 × 20 мм гармати MG 151/20 і 2 × 7,92 мм кулемети MG 17
  - бомбове (під фюзеляжем): 1 × 500 кг бомба або 1 × 250 кг бомба або 4 × 50 кг бомб
  - бомбове (під крилами): 4 × 50 кг бомб
- Fw 190F-8, Fw 190F-9:
  - стрілецьке: 2 × 20 мм гармати MG 151/20 і 2 × 13,2 мм кулемети MG 131
  - бомбове (під фюзеляжем): 1 × 500 кг бомба або 1 × 250 кг бомба або 4 × 50 кг бомб
  - бомбове (під крилами): 4 × 50 кг бомб
- Fw 190G:
  - стрілецьке: 2 × 20 мм гармати MG 151/20
  - бомбове (під фюзеляжем): 1 × 500 кг бомба або 1 × 250 кг бомба або 4 × 50 кг бомб
  - бомбове (під крилами): 2 × 300 л. або 2 × 250 кг бомб

## Історія служби

### Західний фронт
Після завершення польових випробувань 190-та випробувальна ескадрилья повернулася до складу 26-ї винищувальної ескадри, яка в той час базувалася у Франції. Незабаром уся 26-а ескадра перейшла на нові Fw 190A-1. Слідом за нею нові машини отримала 2-а винищувальна ескадра, також дислокована у Франції. 14 серпня 1941 пілот 26-ї ескадри Вальтер Шнайдер збив перший «Спітфайр».
У перші кілька місяців після появи на Західному фронті Fw 190 залишався непоміченим командуванням союзників. Новий винищувач з зіркоподібним двигуном, про який повідомляли пілоти, довгий час вважався трофейним французьким P-36. Тим не менше, незабаром з'ясувалося, що новий винищувач перевершує Supermarine Spitfire Mk V, який був у той час основним винищувачем британських ВПС, за всіма показниками, крім радіуса повороту. Перевага в небі над Ла-Маншем знову перейшла до Люфтваффе, і командування британських ВПС навіть планувало зробити спеціальну операцію викрадення одного Fw 190 з аеродрому Люфтваффе для подальшого вивчення. Проте в кінці червня 1942 року англійці отримали повністю справний Fw 190A-3, коли пілот 2-ї винищувальної ескадри оберлейтенант Армін Фабер через навігаційну помилку приземлився в Уельсі.
Першою значною операцією, в якій узяли участь нові літаки, стала операція «Доннеркайл» (удар грому) (складова частина операції «Цербер» — проводка лінкорів «Шарнгорст», «Гнейзенау» і важкого крейсера «Принц Ойген» з Бреста на бази в Німеччини 11-13 лютого 1942 року). При забезпеченні повітряного прикриття було збито 42 британських літаки, втрати ж склали 10 винищувачів (з них 2 Fw 190). Велика частина винищувачів Люфтваффе розбилася при посадці через погану погоду.
Наступний великий успіх прийшов до пілотів Fw 190 через півроку, під час висадки десанту союзників під Дьєпп. На той момент у складі 2-й і 26-ї ескадр налічувалося 115 літаків, в основному Fw 190A-3 (у 2-й ескадрі також було кілька Bf 109G). З боку союзників у повітряних боях брало участь близько 300 літаків, переважно «Спітфайрів Mk V». У ході боїв обидві ескадри з різних причин втратили 25 машин, заявивши при цьому 106 збитих літаків супротивника (у тому числі 88 Спітфайрів). Союзники втратили 81 пілота убитими і полоненими, Люфтваффе — 14 пілотів. Крім повітряних боїв, Фокке-Вульф Fw 190 успішно використовувалися проти кораблів союзників.
З літа 1942 року 2-га і 26-а винищувальні ескадри активно брали участь у перехопленні стратегічних бомбардувальників союзників. У перший час їх супроводжував успіх. Однак з 1943 року союзники почали збільшувати чисельність своєї авіації, і число втрат Fw 190 стала неухильно зростати. У тому ж році американці розгорнули широкомасштабну кампанію денних бомбардувань. У відповідь на це були створені спеціальні загони «мисливців за бомбардувальниками» з більш важким озброєнням. Через збільшення ваги льотні характеристики літака погіршилися, особливо на великих висотах, що робило його вразливішим для ескортних винищувачів союзників. Крім винищувачів, у складі 2-й і 26-ї винищувальних ескадр були створені спеціальні групи винищувачів-бомбардувальників, які здійснювали бомбардувальні рейди на територію Великої Британії.
В січні 1943 року бомбардувальною модифікацією Fw 190G було озброєно ескадру SKG 10. З квітня ескадра почала проводити бомбардувальні нальоти на британські порти, при цьому Fw 190G залучались і до денних і до нічних бомбардувань. Під час висадки союзників в Нормандії в Франції діяла група III/SG 4, але в умовах домінації союзної авіації всього за п'ять днів (6–10 червня 1944 року) вона втратила три чверті своїх літаків і була перекинута на східний фронт.
В останні місяці війни діяла нічна штурмова група NSGr 20 з Fw 190F-8 і Fw 190G-3. В грудні 1944 року вони підтримували наступ в Арденнах, а 1 січня взяли участь в операції «Боденплатте».

### Східний фронт
Перші Fw 190 з'явилися на Східному фронту 6 вересня 1942 р. у складі I групи JG 51, її перекинули під Ленінград (біля Любані). У грудні цього ж року такими ж літаками було переозброєно III групу і 6-ту ескадрилью JG 51. Перед початком весни 1943 р. Fw 190 отримала ескадра JG 54 «Зелене серце» («Grünherz»).
До кінця 1943 року JG 51 і JG 54 постійно перекидалися з однієї ділянки фронту на іншу (там де була загроза наступу Червоної армії). Так що вони з'являлися в небі від Ленінграда і до Орла. Широко використовувалися Fw 190 під час битви на Курській дузі, перед початком якої Міністерство пропаганди Німеччини провело широку кампанію з вихваляння нового винищувача і його високих бойових якостей. Саме на широке застосування Fw 190 робилася ставка в ході проведення літнього наступу вермахту в 1943 році.
Протягом 1944 р. тільки дві авіагрупи, що діяли на Східному фронті, зі складу JG 54 були оснащені Fw 190.
У цей же час почалося переозброєння штурмових авіагруп, що діяли на Східному фронті, з застарілого Ju 87 на Fw 190F. В грудні 1942 року першим їх отримав 5-й загін 1-ї штурмової ескадри, а наступного місяця — 6-ий. Перший бій відбувся в березні 1943 року під час контрнаступу німецьких військ на Донбасі. В подальшому вони завдавали точних ударів по позиціях радянської артилерії, по залізничних вузлах і аеропортах. Зазвичай атака проходила в два етапи — спочатку скидались бомби, а потім ціль обстрілювалась з курсового озброєння. До літа 1943 року п'ять загонів 1-ї ескадри було оснащено Fw 190F (85 літаків в липні 1943). Під час боїв на курській дузі основними цілями для Fw 190F стали колони військ в радянському тилу.
В кінці 1943 року більшість штурмових загонів з Fw 190F/G розташовувались на східному фронті: окрім згаданої 1-ї штурмової ескадри Fw 190F/G стояли на озброєнні в групах II/SG 2 і II/SG 77, а також в SKG 10, яку було перекинуто з Франції. Виробничі потужності покривали бойові втрати, і весно-літом 1944 року кількість Fw 190F/G на фронті навіть зросла — ними почали оснащуватись групи III/SG 3 і III/SG 4. Вони залучались до боїв в Прибалтиці, а також при обороні Будапешта.
На початок 1945 року на східному фронті діяло близько 500 Fw 190F/G, що дозволяло діяти великими групами по 20-40 літаків. Постачання нових літаків теж не переривались, і тому ескадри SG 4 і SG 77, а також частково деякі інші, діяли до закінчення війни. Щоправда їх ефективність зменшувалась через відсутність досвідчених пілотів.
Окрім Люфтваффе на східному фронті діяла 102-га винищувально-бомбардувальна група ВПС Угорщини. В листопаді 1944 року вона отримала 72 Fw 190F і використовувала їх до закінчення війни, хоча до травня 1945 року в строю залишилось тільки два справних Fw 190F. Декілька угорських Fw 190F було захоплено Румунією після її переходу до союзників, але в боях вони не використовувались.

## Оцінка проекту
У цілому, досвід застосування Fw 190 на Східному фронті показав, що особливих переваг німецьким пілотам, у порівнянні з Bf 109, його поява не дала — він значно поступався всім (особливо модернізованим винищувачам Яковлєва) основним радянським винищувачам у маневреності. Основний літак Східного театру бойових дій (Мессершмітт) і озброєнням і ЛТХ цілком задовольняв практичні потреби Люфтваффе.
Однак, хоч Fw 190 і не мав переваг над «совітами» у маневреності, маємо зазначити, що Люфтваффе мала концепцію повітряної війни цілком відмінну від радянського командування. Німецьким пілотам ні́кого було захищати під час штурмовки, а піхотні частини мали цілком достатню кількість засобів ППО, щоб відбити навіть інтенсивний бомбовий наліт — у той час як для радянських наземних військ наліт «Штук» чи фронтових Ju-88 завжди закінчувався катастрофічними наслідками і вимагав інтенсивного і своєчасного застосування авіації для повітряної підтримки. Німецькі ж пілоти без потреби ніколи не займалися маневровим боєм, ані керівництво Люфтваффе не вимагало таких жертв від своїх пілотів: велика швидкість на пікіруванні дозволяла німецьким пілотам відносно легко знищити будь-якого радянського аса ще до того, як він збагнув, що його атакували — а потім легко виходити з бою. Цим і пояснюється колосальна різниця в ефективності застосування літаків і в кількості перемог німецьких і радянських льотчиків. Окрім того, давалася взнаки колосальна різниця в реальній якості виготовлення машин: серед радянських льотчиків було дуже багато небойових втрат через вихід із ладу вузлів літака. Озброєнням же (обсягом вогню за секунду), а також захищеністю літака і пілота Fw 190 повністю переважав будь-який радянський винищувач. Навіть дуже пошкоджений літак, який мав прямі попадання у двигун (що тягло за собою вихід із ладу кількох циліндрів) мав великі шанси повернутися на базу; Bf 109 такою живучістю, особливо маючи рядний двигун, похвалитися не міг.